# Coeranoscincus reticulatus
Coeranoscincus reticulatus (змієзубий сцинк трипалий) — вид сцинкоподібних ящірок родини сцинкових (Scincidae). Ендемік Австралії.

## Поширення і екологія
Трипалі змієзубі сцинки мешкають в прибережних районах на північному заході Нового Південного Уельсу і на південному заході Квінсленду, зокрема на острові К'Гарі. Вони живуть у вологих ісухих тропічних і субтропічних лісах та в чагарникових заростях. Самиці відкладають від 2 до 6 яєць.